# Waterfall
"Waterfall" é uma canção da banda britânica The Stone Roses. O quarto single do álbum de estreia do grupo, The Stone Roses, foi lançado em 1991 e chegou ao número 27 no Reino Unido.
Em uma votação realizada com os leitores do jornal The Guardian, "Waterfall" foi eleita a quinta melhor canção dos Stone Roses.

## Certificações
| Região                                                                                             | Certificação | Vendas   |
| -------------------------------------------------------------------------------------------------- | ------------ | -------- |
| Reino Unido (BPI)                                                                                  | Platina      | 600,000^ |
| *números de vendas baseados somente na certificação ^distribuições baseadas apenas na certificação |              |          |